# Resolutie 2082 Veiligheidsraad Verenigde Naties
Resolutie 2082 van de Veiligheidsraad van de Verenigde Naties werd op 17 december 2012, en tezamen met resolutie 2083, unaniem aangenomen door de VN-Veiligheidsraad, en behandelde de sancties tegen personen en organisaties die aan de Taliban gelinkt waren.
De bevriezing van geld, het reisverbod en het wapenembargo bleven van kracht. De mandaten van de ombudsman die aanvragen tot schrapping van de lijst met deze personen moest behandelen en dat van het waarnemingsteam dat de uitvoering van de sancties moest nagaan werden met dertig maanden verlengd. Ook werden de procedures waarbij personen op de lijst werden gezet of geschrapt verder verfijnd.

## Achtergrond
In 1979 werd Afghanistan bezet door de Sovjet-Unie, die vervolgens werd bestreden door Afghaanse krijgsheren. Toen de Sovjets zich in 1988 terugtrokken raakten die slaags met elkaar. In het begin van de jaren 1990 kwamen ook de Taliban op. In september 1996 namen die de hoofdstad Kabul in. Tegen het einde van het decennium hadden ze het grootste deel van het land onder controle en riepen ze een streng islamitische staat uit. 
In 2001 verklaarden de Verenigde Staten met bondgenoten hun de oorlog en moesten ze zich terugtrekken, waarna een interim-regering werd opgericht. Die stond onder leiding van Hamid Karzai, die in 2004 tot president werd verkozen.
In 1999 stelde de Veiligheidsraad sancties in tegen de Taliban. In 2002 werden ook tegen Al Qaida sancties opgelegd en werden die tegen de Taliban vervangen. Er werd een lijst opgesteld van personen en organisaties waarop deze sancties van toepassing waren en die werd beheerd door een comité. In 2009 werd een ombudsman aangesteld die dit comité moest helpen met het verwerken van aanvragen tot schrapping van deze lijst.

## Verwante resoluties
- Resolutie 2041 Veiligheidsraad Verenigde Naties
- Resolutie 2069 Veiligheidsraad Verenigde Naties
- Resolutie 2083 Veiligheidsraad Verenigde Naties
- Resolutie 2129 Veiligheidsraad Verenigde Naties (2013)

Lijst ·  2033 ·  2034 ·  2035 ·  2036 ·  2037 ·  2038 ·  2039 ·  2040 ·  2041 ·  2042 ·  2043 ·  2044 ·  2045 ·  2046 ·  2047 ·  2048 ·  2049 ·  2050 ·  2051 ·  2052 ·  2053 ·  2054 ·  2055 ·  2056 ·  2057 ·  2058 ·  2059 ·  2060 ·  2061 ·  2062 ·  2063 ·  2064 ·  2065 ·  2066 ·  2067 ·  2068 ·  2069 ·  2070 ·  2071 ·  2072 ·  2073 ·  2074 ·  2075 ·  2076 ·  2077 ·  2078 ·  2079 ·  2080 ·  2081 ·  2082 ·  2083 ·  2084 ·  2085